# Calnexina
La calnexina es una proteína integral tipo I del grupo de las chaperonas. Se encuentra presente en la membrana del retículo endoplasmático, y está relacionada con la secreción. Su papel es unirse a proteínas traducidas normalmente N-glucosiladas para plegarlas. Por otro lado, la calreticulina es el equivalente soluble de la calnexina y actúa en colaboración con ella.
Representa un nuevo tipo de chaperona molecular que se asocia selectivamente de forma transitoria con glicoproteínas monoméricas recién sintetizadas en las células HepG2. Solo reconoce las glicoproteínas cuando no están completamente plegadas. La disociación de las glicoproteínas de la calnexina ocurre a diferentes velocidades y está relacionada con el tiempo necesario para su plegamiento, que luego puede iniciar sus velocidades de transporte diferencial desde el retículo endoplásmico.

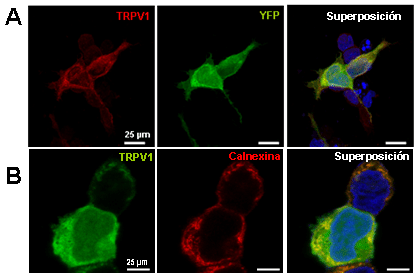
Distribución de calnexina con microscopio confocal (inferior centro)

## Antecedentes
La calnexina interactúa estabilizando o ayudando a una proteína no nativa a adquirir su conformación nativa, pero no está presente en la estructura su funcional final. Fue identificada tras experimentos en los que se observó una mayor abundancia de esta proteína después de su exposición al choque térmico, un aumento de temperatura, por ello fue definida como proteína de choque térmico (HSP, por sus siglas en inglés Heat Shock Proteins). Estas proteínas aumentan su actividad y concentración a medida que aumenta la temperatura de la célula para evitar la desnaturalización de las proteínas recién sintetizadas.
El retículo endoplasmático (RE) es un orgánulo de la célula que regula la síntesis, plegamiento, maduración, estabilización, tráfico y degradación de aproximadamente un tercio de las proteínas totales de las células. El destino de estas proteínas es ser secretadas por la célula, así como residir en la membrana plasmática, el aparato de Golgi, los lisosomas y el propio retículo. Estas proteínas sufren modificaciones postraduccionales de plegamiento y maduración hasta alcanzar su estado funcional terciario o cuaternario; de lo contrario, las proteínas no podrán ejercer su función.
El plegamiento ocurre gracias a la intervención de chaperonas y otras enzimas, que reconocen las proteínas desplegadas o mal plegadas y las pliegan para que logren una conformación estable funcionalmente activa; es aquí donde actúa la calnexina. No obstante, este proceso es el punto donde más errores se producen en todo el proceso de síntesis de proteínas. Por ello, el RE posee un sistema de control de calidad del plegamiento, que consiste en exportar únicamente aquellas proteínas plegadas correctamente y dirigir a la degradación las que no lo están, evitando así la acumulación de proteínas defectuosas que puede conducir a la apoptosis. Este proceso se conoce como UPR  (respuesta a proteínas desplegadas) y ocurre cuando hay muchas proteínas mal plegadas, lo que lleva a un aumento en la síntesis de chaperonas o la apoptosis en caso de que esta medida no sea suficiente.
También tiene otras funciones como la regulación de la fosforilacion oxidativa mediante el control de la cantidad de Ca2+ que pasa a las mitocondrias.  Esto lo hace gracias a los membrane contact sites, donde se encuentra la PACS-2, una proteína que selecciona la cantidad de calnexina que hay en esa zona.

## Estructura
Las proteínas de la familia de las lectinas chaperonas que residen en el RE comparten una estructura común que consiste en un dominio de lectina de unión a glicanos y una estructura muy inusual en forma de brazo, denominada dominio P debido a la abundancia de residuos de prolina. El dominio de lectina adopta un pliegue globular, con el dominio P insertado en el centro de la secuencia primaria del dominio de lectina. Además, la calnexina está unida a la membrana mediante una hélice transmembrana C-terminal y tiene un motivo C-terminal RKPPRRE implicado en la retención en el retículo endoplasmático.
Las estructuras de los dominios de lectina de la calnexina y la calreticulina muestran un pliegue en espiral formado en gran parte por un sándwich de dos grandes hojas β: una hoja β cóncava de siete hebras y una hoja β convexa de seis hebras. Además de la pequeña hoja β adicional y de dos hélices α cortas (Ala32-Arg36 y Leu196-Asp199), una característica destacada de la calreticulina es una larga hélice α C-terminal (Glu336-Asp362) que corre a lo largo y más allá de la hoja β convexa.
Los dominios P son estructuras en forma de horquilla compuestas por múltiples repeticiones de motivos de tipo I y II. En la calnexina, estos dominios tienen una longitud de ~ 140 residuos y están compuestos por cuatro motivos de tipo I IxDPxxxKP(E/D)DWD seguidos de cuatro motivos de tipo II GxWxxxxIxNP. En la estructura plegada del dominio P, los motivos de tipo I interactúan con los de tipo II en forma de cola a cabeza formando cuatro módulos que contienen cada uno un pequeño núcleo hidrófobo de dos triptófanos y una lisina. La estructura en forma de horquilla se estabiliza además mediante interacciones de isoleucinas que forman una cremallera de isoleucina.

## Características
Su peso molecular es de 67 kilodaltons(kDa); sin embargo, en la electroforesis SDS-PAGE aparece como una proteína de ~90 kDa, lo que se debe principalmente a una serie de cargas negativas en el extremo C de la proteína afectando la unión del SDS a las moléculas y, en consecuencia, a su movilidad en la electroforesis SDS-PAGE.
El Extremo N-(también llamado amino)terminal se une a las glucoproteínas mal plegadas o en proceso para poder llevarlo a cabo.
Cooperan con la calreticulina pero ambas son necesarias, no tienen el mismo papel y son vitales para la célula fuera de cultivo. Ambas tienen poca especifidad, pero una de sus diferencias es que la calnexina se une a los sustratos más proximales debido a su localización.

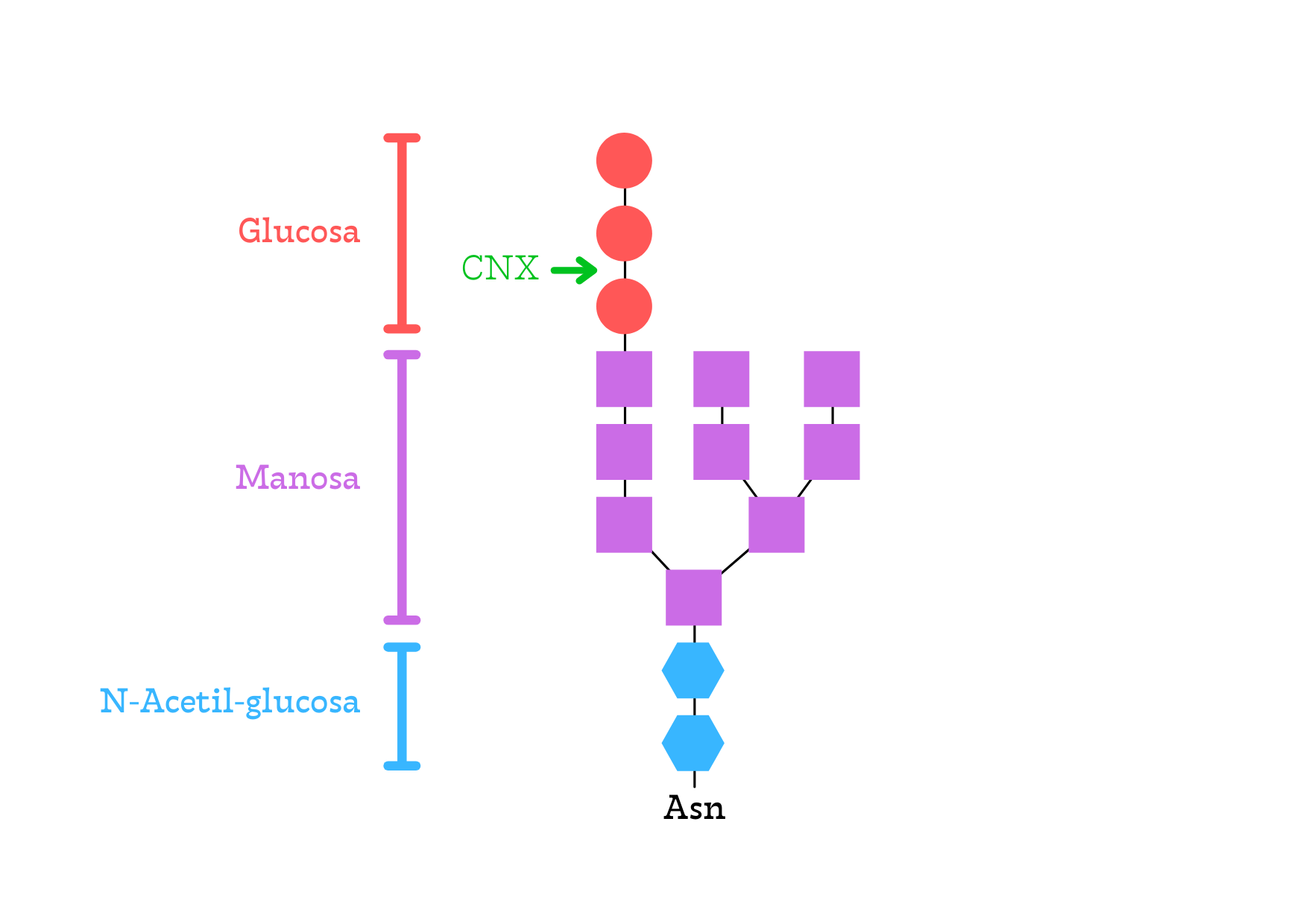
Esquema del lugar de unión de la calnexina (verde) a Glc1Man9GlcNAc2.

Para poder realizar su función reconoce un residuo de glucosa terminal no reductor, que se encuentra en un oligosacárido precursor (Glc1Man9GlcNAc2), como primer paso para reconocer proteínas mal plegadas. En estas proteínas, la UGGT (una glicosiltransferasa) reconoce una área hidrofóbica y vuelve a añadir el residuo Glc, que previamente había cortado la glucosidasa I, para que las proteínas queden marcadas y se permita de nuevo su unión a la calnexina. En caso de proteínas correctamente plegadas, la glucosidasa II elimina el último residuo de Glc, causando la disociación de la calnexina e imposibilizando la unión de la UGGT. Contiene dominios de unión para los cofactores ATP y Ca2+ y es capaz de reclutar enzimas que catalizan la formación de enlaces disulfuro y la isomerización para ayudar en el plegado de proteínas.

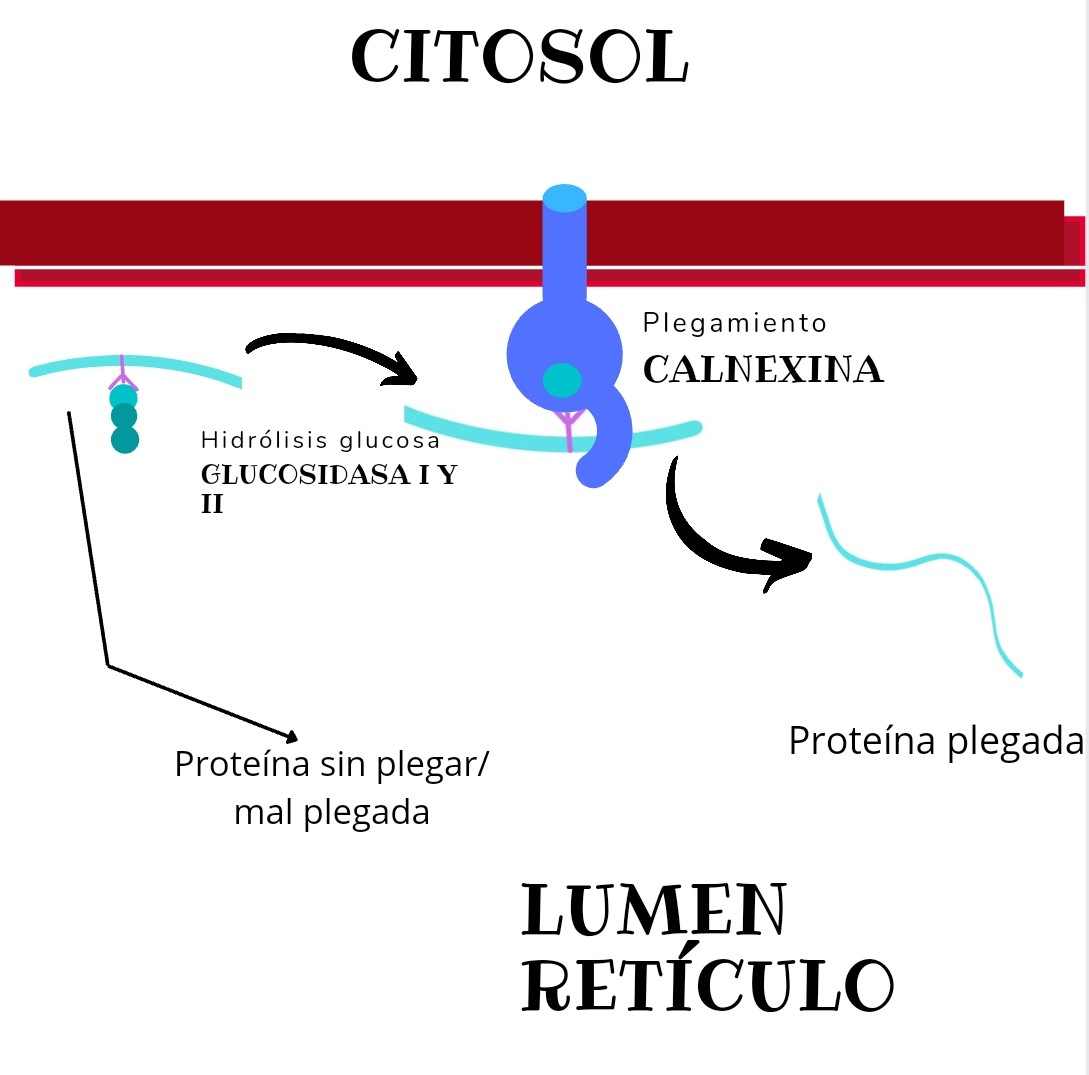
Proceso de plegamiento mediante la calnexina

La unión entre calnexina y proteínas retiene a estas en el RE hasta que han madurado por completo; entonces, el oligosacárido intermediario en el enlace es cortado por la glucosidasa II o, en el caso de proteínas terminalmente mal plegadas, hasta que sean señaladas para ir a degradarse a los proteasomas situados en el compartimento citoplasmático.

## Estrés del RE y control de calidad
Una vez sintetizadas, las proteínas de secreción entran en el RE, donde son plegadas y ensambladas antes de ser transportadas a otros compartimientos celulares. La célula es capaz de mantener un equilibrio entre síntesis y degradación en función de la demanda proteica. Estas variaciones en la síntesis y secreción de las proteínas que tienen lugar durante el desarrollo y la diferenciación celular pueden dar lugar a "estrés del RE", ya que la alteración del equilibrio puede afectar a la eficiencia de los procesos de plegamiento. Los procesos de plegamiento en el lumen son susceptibles a alteraciones por diversos factores fisiológicos y patológicos. En condiciones fisiológicas normales, el sistema de control de calidad del RE está implicado en el mantenimiento de la homeostasis de proteínas y desempeña un papel determinante en el desarrollo y el mantenimiento del estado funcional de células especializadas. La exposición de las células a condiciones ambientales adversas, como estrés salino, estrés térmico y estrés hídrico, perturban los procesos de plegamiento, lo que produce la acumulación de proteínas desplegadas o mal plegadas. Entre dichas perturbaciones se incluyen: modificaciones en las funciones de las chaperonas, cambios en la maduración de las proteínas, disminución de las concentraciones de Ca2+ y los cambios en el entorno redox. De esto se deduce que aquellas condiciones ambientales adversas que perturban la homeostasis de proteínas pueden producir un estrés en el RE y activar el mecanismo de respuesta al mismo (la UPR).
El RE tiene un sistema de control de calidad para eliminar proteínas mal plegadas de la vía secretora. Se trata de un sistema integrado para diferenciar adecuadamente entre proteínas plegadas correcta o incorrectamente y proteínas desplegadas.
Este sistema no solo juega un papel clave en la calidad de la proteína secretora, sino que también otorga al RE la capacidad de adaptarse a condiciones de estrés. Actualmente, el mecanismo mejor descrito para el control de calidad actúa en colaboración con el ciclo de plegamiento mediado por calnexina / calreticulina. En este ciclo las proteínas recién glicosiladas se unen a esta chaperonas y sufren procesos de modificación en la porción glucídica hasta que alcanzan el plegamiento adecuado.
El sistema de control de calidad asegura que las proteínas estén correctamente plegadas para que sean funcionales, y elimina proteínas mal plegadas mediante la vía de degradación asociada al retículo endoplasmático (ERAD). Existen dos mecanismos distintos dentro del sistema de control de calidad en mamíferos:
- El primero y mejor descrito es la N- glicosilación cotraduccional de residuos de Asn de proteínas nacientes. La subunidad catalítica (STT3) de la oligosacariltransferasa (OST) transfiere un glicano preensamblado (Glc3Man9GlcNAc2) a N- residuos (Asn) de la secuencia N-X- Ser/Thr (donde X puede ser cualquier aminoácido excepto Pro) de las proteínas aceptoras. El corte y empalme de los residuos de glucosa terminales da lugar a un glicano monoglucosilado (Glc1Man9GlcNAc2) unido a la proteína diana, que favorece el plegamiento catalizado por las chaperonas tipo lectina (calnexina y calreticulina).

- El segundo mecanismo consiste en el plegamiento facilitado por GRP78/BiP, en el cual colaboran también enzimas disulfuro isomerasas (PDI) para catalizar la formación de puentes disulfuro.

Por lo tanto, estos mecanismos participan conjuntamente en la maduración de la proteína y previenen la salida de proteínas inmaduras del sistema endomembranoso.
Finalmente, las proteínas defectuosas o mal plegadas que salen del RE son reconocidas por una proteína llamada ubiquitina que las marca y las dirige al proteasoma para su posterior lisis, mientras que las que no son reconocidas por la ubiquitina son destruidas en el lisosoma.

## Calnexina y MHC clase I
Las moléculas de MHC de clase I  (complejo mayor de histocompatibilidad I) constan de dos tipos de cadenas: una cadena pesada polimórfica (HC) y otra llamada β2-microglobulina (β2m). Su función principal es actuar presentando partículas proteicas a linfocitos T. El ensamblaje de la cadena pesada con la β2-microglobulina y la posterior adquisición de péptidos óptimos es necesaria para la presentación del antígeno de clase 1 a las células T citotóxicas (CTL). La calnexina y la calreticulina son dos importantes chaperonas que participan en el ensamblaje de la MHC I. Hallazgos recientes sugieren que la calnexina es importante en las primeras etapas del ensamblaje de la MHC de clase I, donde recluta Erp57 para facilitar la formación de enlaces disulfuro en las HC de clase I y protege a estas de la degradación antes de su ensamblaje con β2m. Además, el ensamblaje de los HC de clase I con β2m se reduce en ausencia de calnexina, lo que sugiere una participación directa de la calnexina en el ensamblaje de los HC con β2m. La calreticulina, por otro lado, está implicada en las últimas etapas del ensamblaje de la MHC clase I.